# Robert Litwiński
Robert Litwiński (ur. 1971 w Nałęczowie) – polski historyk, prof. dr hab. nauk humanistycznych, profesor Instytutu Historii Wydziału Humanistycznego Uniwersytetu Marii Curie-Skłodowskiej.

## Życiorys
Absolwent Liceum Ogólnokształcącego im. Stefana Żeromskiego w Nałęczowie (1990 r.), a następnie Uniwersytetu Marii Curie-Skłodowskiej w Lublinie (1995 r.). Pracę magisterską pt. Generał broni Kazimierz Sosnkowski – biografia polityczna przygotował pod kierunkiem prof. dr. hab. Tadeusza Radzika. Stopień doktora uzyskał w 2000 r. na podstawie rozprawy pt. Organizacja i funkcjonowanie Policji Państwowej w województwie lubelskim w latach 1919–1939. Habilitował się 17 października 2007 r. na podstawie monografii pt. Korpus policji w II Rzeczypospolitej. Służba i życie prywatne (Lublin 2007, ss. 583). 17 kwietnia 2019 r. Prezydent RP nadał mu tytuł profesora nauk humanistycznych.
W 2024 został wyróżniony Złotym Medalem Polskiego Towarzystwa Historycznego

## Zainteresowania badawcze
- Historia organizacji policyjnych na ziemiach polskich w XX wieku
- Polityka wewnętrzna władz państwowych II Rzeczypospolitej
- Biografistyka
- Historia międzywojennego Lublina

## Działalność administracyjna
- Koordynator ds. studiów niestacjonarnych w Instytucie Historii UMCS (2005–2008);
- Zastępca Dyrektora Instytutu Historii UMCS (2008–2009);
- Dyrektor Instytutu Historii UMCS (2009–2012);
- Kierownik Zakładu Historii Najnowszej w Instytucie Historii UMCS (2010–2019);
- Dziekan Wydziału Humanistycznego UMCS (od 1 IX 2012 r.);
- Kierownik Katedry Metodologii i Badań nad XX–XXI wiekiem w Instytucie Historii UMCS (od 1 X 2019).

## Członkostwo w towarzystwach naukowych
- Polskie Towarzystwo Historyczne (prezes lubelskiego oddziału PTH Lublinie w latach 2009–2015;
- Sekretarz generalny Zarządu Głównego PTH w latach 2015–2018;
- Członek Zarządu Głównego PTH od 2018 r.;
- Lubelskie Towarzystwo Naukowe;
- Instytut Józefa Piłsudskiego w Warszawie;
- Polskie Towarzystwo Heraldyczne.

## Redaktor naczelny czasopism naukowych
- „Rocznik Lubelski” 2009, t. XXXV, ss. 307.
- „Rocznik Lubelski” 2010, t. XXXVI, ss. 278.
- „Rocznik Lubelski” 2011, t. XXXVII, ss. 282.
- „Rocznik Lubelski” 2012, t. XXXVIII, ss. 246.
- „Rocznik Lubelski” 2013, t. XXXIX, ss. 289.
- „Rocznik Lubelski” 2014, t. XL, ss. 263.
- „Res Historica” 2011, nr 31, ss. 310.
- „Res Historica” 2011, nr 32, ss. 221.
- „Res Historica” 2012, nr 33, ss. 292.
- „Res Historica” 2012, nr 34, ss. 247.

## Wybrane prace naukowe
1. Policja Państwowa w województwie lubelskim w latach 1919–1939, Lublin 2001, ss. 336.
2. Korpus policji w II Rzeczypospolitej. Służba i życie prywatne, Lublin 2007, ss. 584; wyd.II uzup. i popr., Lublin 2010, ss. 584.
3. Losy Polaków pośród swoich i obcych, red. T. Radzik, R. Litwiński, „Annales UMCS” 2005, vol. LX, ss. 501.
4. Kordian Zamorski, Dzienniki (1930–1938), oprac. R. Litwiński, M. Sioma, Warszawa 2011, ss. 571.
5. Cmentarze lubelskie, Lublin 2015, ss. 528 [współautor P. Dymmel].
6. Kordian Józef Zamorski „granatowy” generał, Lublin 2018, ss. 392.
7. W służbie Klio… Księga poświęcona pamięci Profesora Tadeusza Radzika, red. J. Kłapeć, W. Kozyra, G. Kuprianowicz, R. Litwiński, M. Mazur, M. Sioma, R. Wysocki, Lublin 2012, ss. 591.
8. O płci, ciele i seksualności w kulturze i historii, red. M. Karwatowska, R. Litwiński, A. Siwiec, Lublin 2014, ss. 423.
9. O płci, ciele i seksualności w języku i mediach, red. M. Karwatowska, R. Litwiński, A. Siwiec i B. Jarosz, Lublin 2014, ss. 455.
10. 60 lat Wydziału Humanistycznego. Historia i teraźniejszość, red. M. Karwatowska, R. Litwiński, Lublin 2014, ss. 341.
11. Człowiek, zjawiska i teksty kultury w komunikacji społecznej, red. M. Karwatowska, R. Litwiński, A. Siwiec, Lublin 2015, ss. 326.
12. Człowiek i kultura w komunikacji medialnej, red. M. Karwatowska, R. Litwiński, A. Siwiec, Lublin 2015, ss. 287.
13. Konwencja i kreacja w języku, literaturze i narracji historycznej, red. M. Karwatowska, R. Litwiński, A. Siwiec, Lublin 2016, ss. 320.
14. Konwencja i kreacja w tekstach kultury, red. M. Karwatowska, R. Litwiński, A. Siwiec, Lublin 2016, ss. 320.
15. Obcy inny. Analiza przypadków, red. M. Karwatowska, R. Litwiński, A. Siwiec, Lublin 2017, ss. 360.
16. Obcy inny. Propozycje aplikacji pojęciowych, red. M. Karwatowska, R. Litwiński, A. Siwiec, Lublin 2018, ss. 371.
17. Piłsudczycy i sanatorzy drugiego planu (1926–1939). Portrety zbiorowe i indywidualne, red. R. Litwiński, M. Sioma, Lublin 2019, ss. 695.

## Odznaczenia
- Złoty Krzyż Zasługi – 2024[4]